# 밭벼

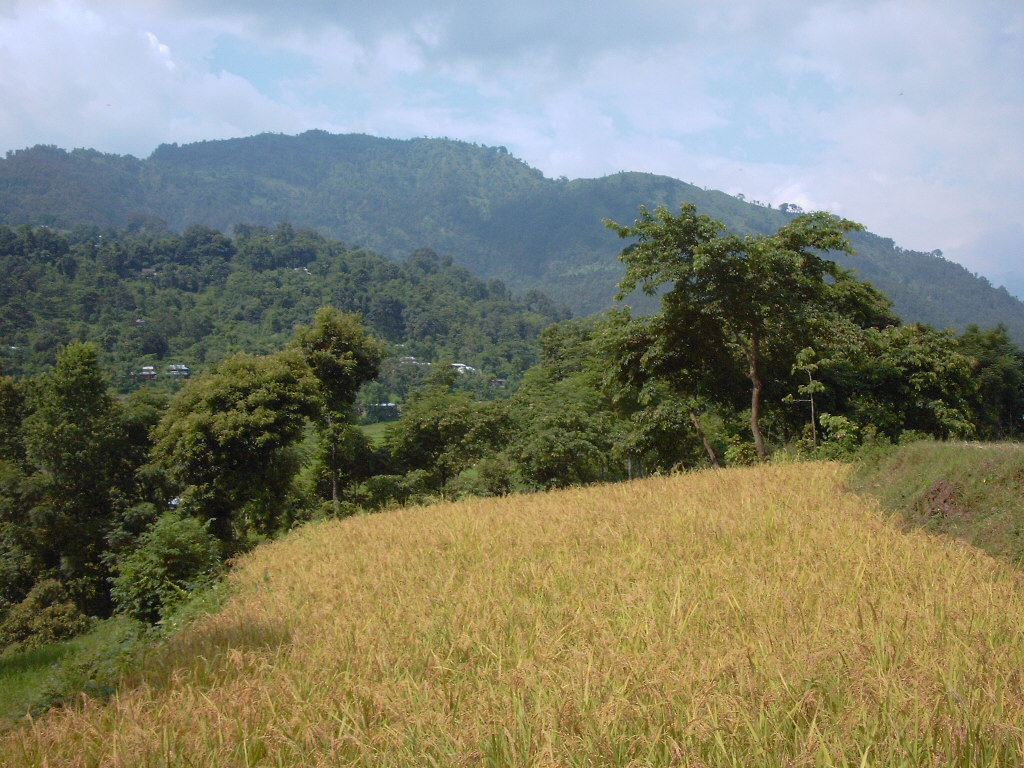
네팔

밭벼는 '무논'이 아닌 마른 땅에서 기르는 벼를 아울러 이르는 말이다.
주로 밭벼라고 하는 품종이 따로 있으며, 거의 오로지 비에 의존해서 농사를 짓는다. 한국에서는 대개 마른 땅을 마련해서 기르지만 한국 바깥의 일부 지역에서는 높은 산지 등에 화전 등을 통해 바로 볍씨를 뿌려 기르기도 한다.

## 개요
오늘날 거의 1억 명의 사람들이 고지대 쌀을 주식으로 삼고 있다. 고지대 쌀 면적의 거의 2/3가 아시아에 있다. 방글라데시, 캄보디아, 중국, 인도 북동부, 인도네시아, 미얀마, 태국, 네팔, 베트남이 중요한 생산국이다.
고지대 쌀은 밀이나 옥수수와 같이 건조할 때 준비되고 씨를 뿌린 천수성 밭에서 재배된다. 고지대 쌀과 관련된 생태계는 종종 상대적으로 다양하며, 평평하고 완만하거나 가파른 밭을 포함하여 최대 2,000m의 고도와 연간 강우량이 1,000~4,500mm에 이른다.
토양은 매우 비옥한 것부터 풍화되고 불모지이며 산성인 것까지 다양하지만 토양이 비옥하고 재배 기간이 긴 곳에서는 전체 고지대 쌀의 15%만이 자란다.
많은 고지대 농부들은 인공 비료를 사용하는 집약적 농업과 같은 개선된 관리 관행에 잘 반응하지 않는 지역 쌀을 재배하지만 환경에 잘 적응하고 지역 요구에 맞는 곡물을 생산한다.
1960년대와 70년대의 벼 기술은 관개 벼에 초점을 맞추었지만 연구에서는 고지대 벼 재배도 연구했다. 연구원들은 척박한 토양에 적합하고 해충 저항성과 가뭄 내성이 개선된 품종을 생산했다. 일부는 평가에서 전통 쌀을 100% 이상 능가했다. 국가 농업 연구 시스템의 과학자들은 이러한 개선된 변종을 지역 품종과 교배하여 잡종 벼를 도입했다.

## 같이 보기
- 쌀
- 국제미작연구소
- 줄속